# Немачки савезни избори 2025.
У Немачкој су одржани савезни избори за избор 630 посланика 21. Бундестага. Избори су одржани седам месеци пре рока због распада актуелне владајуће коалиције 2024. Након губитка већине, влада je изгубила гласање о поверењу како би омогућила превремене изборе. Ово су били четврти ванредни избори у послератној немачкој историји, а први од 2005. године.
Конзервативни савез CDU/CSU постао је највећа група у Бундестагу са 28,5 одсто гласова. Крајње десничарска Алтернатива за Немачку (AfD) остварила је најбољи резултат на било којим немачким изборима са 20,8 одсто, и заузела друго место. Владајућа Социјалдемократска партија левог центра (SPD) изгубила је преко девет одсто и претрпела је најгори резултат од 1887. са само 16,4%. Њихов мањи партнер Зелени такође је пао са 15% на 12%. Слободна демократска партија (FDP), чији је пребег из владе довео до избора, забележила је најгори историјски резултат са 4,3 одсто и изгубила је заступљеност у Бундестагу први пут од 2013. године. Социјалистичка левица је порасла на 9%. Савез Саре Вагенкнехт, популистички огранак са левице, освојила је 4,97% и за длаку није успела да уђе у Бундестаг. Удружење бирача Јужног Шлезвига (SSW), које је као мањинска странка изузето од цензуса од 5 одсто, задржало је своје јединствено место.
Излазност бирача била је 82,5%, што је повећање од шест одсто у односу на 2021. и највише од поновног уједињења Немачке.

## Резултати
Избори су одразили јаку поделу између бивше Западне и Источне Немачке, при чему је AfD постала најјача странка на истоку и победила у свих пет бивших источнонемачких држава. Још две странке одражавале су појачано деловање поред AFD-a преко бивше границе: крајње левичарска Левица, са додатним високим перформансама у бившим западнонемачким државама Бремен Хамбург, и BSW, описана као „популистичка крајња левица“ или левичарска популистичка Савез Саре Вагенкнехт. Све три странке освојиле су најбоље резултате у источним изборним јединицама, а најгоре у западним. Ово је било супротно за четири друге велике странке: Унију, SPD, Зелене и FDP. Унија је добро деловала у западном делу земље, обезбеђујући тамо сваку савезну државу.  Посебно снажан резултат су забележили у Баварској, где је CSU носио све изборне јединице.
| Странка                              | Странка                       | Партијска листа | Партијска листа | Партијска листа | Изборне јединице | Изборне јединице | Изборне јединице | Укупно мандата | +/–  |
| Странка                              | Странка                       | Гласови         | %               | Мандати         | Гласови          | %                | Мандати          | Укупно мандата | +/–  |
| ------------------------------------ | ----------------------------- | --------------- | --------------- | --------------- | ---------------- | ---------------- | ---------------- | -------------- | ---- |
|                                      | Хришћанско-демократска унија  | 11.194.700      | 22,55           | 36              | 12.601.967       | 25,46            | 128              | 164            | +12  |
|                                      | Алтернатива за Немачку        | 10.327.148      | 20,80           | 110             | 10.175.438       | 20,56            | 42               | 152            | +69  |
|                                      | Социјалдемократска партија    | 8.148.284       | 16,41           | 76              | 9.934.614        | 20,07            | 44               | 120            | –86  |
|                                      | Савез 90/Зелени               | 5.761.476       | 11,61           | 73              | 5.442.912        | 11,00            | 12               | 85             | –33  |
|                                      | Левица                        | 4.355.382       | 8,77            | 58              | 3.932.584        | 7,94             | 6                | 64             | +25  |
|                                      | Хришћанско-социјална унија    | 2.963.732       | 5,97            | 0               | 3.271.730        | 6,61             | 44               | 44             | –1   |
|                                      | Савез Саре Вагенкнехт         | 2.468.670       | 4,97            | 0               | 299.226          | 0,60             | 0                | 0              | Нова |
|                                      | Странка слободних демократа   | 2.148.878       | 4,33            | 0               | 1.623.351        | 3,28             | 0                | 0              | –91  |
|                                      | Независни                     |                 |                 |                 | 70.110           | 0,14             | 0                | 0              | 0    |
| Остали                               | Остали                        | 2.273.817       | 4,59            | 1               | 2.146.254        | 4,34             | 0                | 1              | 0    |
| Укупно                               | Укупно                        | 49.642.087      | 100,00          | 354             | 49.498.186       | 100,00           | 276              | 630            | –105 |
|                                      |                               |                 |                 |                 |                  |                  |                  |                |      |
| Важећи гласови                       | Важећи гласови                | 49.642.087      | 99,43           |                 | 49.498.186       | 99,14            |                  |                |      |
| Неважећи/празни гласови              | Неважећи/празни гласови       | 285.228         | 0,57            | 429.129         | 0,86             |                  |                  |                |      |
| Укупни гласови                       | Укупни гласови                | 49.927.315      | 100,00          | 49.927.315      | 100,00           |                  |                  |                |      |
| Регистровани бирачи/излазност        | Регистровани бирачи/излазност | 60.490.603      | 82,54           | 60.490.603      | 82,54            |                  |                  |                |      |
| Извор: Савезни службеник за повратак |                               |                 |                 |                 |                  |                  |                  |                |      |